# Het Zilveren Toiletstel
Het Zilveren Toiletstel is een misdaadhoorspel van Frans Cools dat op 26 september 1971 op de BRT werd uitgezonden. De regisseur was Miel Geysen en het hoorspel duurt 30 minuten.

## Rolverdeling
- Liesbeth Smits - Geerarde Conings
- René Pauwels - Alfred Conings
- Lea Cousin - Isabelle Meyers
- Julien Vrints - commissaris
- Rik Witvrouwen - Carlos Alvarez

## Het verhaal
Isabelle Meyers vertelt haar chef Alfred Conings, een van haar minnaars, dat ze zwanger van hem is. Dit zet de driehoeksverhouding tussen haar, haar baas en diens vrouw enorm onder druk. Gevolg daarvan is chantage, moord en een poging zich van het lichaam te ontdoen. Uiteindelijk biedt een zilveren toiletstel de oplossing.